# Старі Дятловичі
Старі Дятловичі (біл. Старыя Дзятлавічы) — село в складі Бобовицької сільради Гомельського району Гомельської області Білорусі. 
На заході межує з лісом.

## Географія

### Розташування
У 16 км від залізничної станції Терюха (на лінії Гомель — Чернігів), 35 км на південь від Гомеля.

## Гідрографія
На річці Сож (приток ріки Дніпро).

## Населення

### Чисельність
- 2004 — 143 господарства, 284 жителі.

## Відомі уродженці
- Зінаїда Радченко (1839 — 1916) — українська і білоруська фольклористка, етнографістка.